# 광시곡 (영화)
"광시곡"은 2001년에 개봉한 대한민국의 영화이다.

## 캐스팅
- 장동직 : 강민식 역
- 김유석 : 유성준 역
- 박예진 : 강지영 역
- 정동환 : 오탄 역
- 박근형 : 유진철 역
- 정흥채 : 마동철 역
- 이성용 : 민인호 역
- 차경호 : 도경식 역
- 김영원 : 설태호 역
- 박정무 : 표상철 역
- 김세준 : 고명대 역
- 이은철 : 최상구 역
- 김명국 : 첩보요원 1 역
- 김길호 : 김종태 박사 역
- 손영순 : 지영 모 역
- 허기호 : 정보본부장 역
- 이승일 : 첩보기관장 역
- 이석구 : 작전과장 역
- 안진수 : 참모 1 역
- 윤희원 : 용병 1 역